# Валеріа Еспозіто
Валеріа Еспозіто (італ. Valeria Esposito; нар. 1961, Неаполь, Італія), — італійська оперна співачка (сопрано). У 1987 році перемогла у конкурсі оперних співаків «Кардіффські голоси».